# Asceua expugnatrix
Asceua expugnatrix là một loài nhện trong họ Zodariidae.
Loài này thuộc chi Asceua. Asceua expugnatrix được Rudy Jocqué miêu tả năm 1995.